# Saint-Sauvant (Vienne)
Saint-Sauvant település Franciaországban, Vienne megyében. Lakosainak száma 1298 fő (2022. január 1.). Saint-Sauvant Avon, Chenay, Rom, Vançais, Celle-Lévescault, Lusignan, Rouillé és Valence-en-Poitou községekkel határos.

## Népesség
A település népessége az elmúlt években az alábbi módon változott:
| Lakosok száma | 1320 | 1282 | 1288 | 1258 | 1260 | 1255 | 1268 | 1283 | 1298 |
|               | 2013 | 2015 | 2016 | 2017 | 2018 | 2019 | 2020 | 2021 | 2022 |